# Gregory Campbell (ishockeyspelare)
Gregory James "Greg" Campbell, född 17 december 1983 i London, Ontario, är en kanadensisk professionell ishockeyforward som spelade senast för Columbus Blue Jackets i National Hockey League (NHL). Han har tidigare spelat på NHL–nivå för Florida Panthers och Boston Bruins och på lägre nivåer för San Antonio Rampage och Rochester Americans i American Hockey League (AHL) och Plymouth Whalers och Kitchener Rangers i Ontario Hockey League (OHL).
Campbell valdes av Florida Panthers i tredje rundan i 2002 års NHL-draft.
Han är son till den förra NHL-spelaren och en av toppcheferna i ligan, Colin Campbell.

## Statistik

### Klubbkarriär
| 1998–1999  | Aylmer Aces           | WOHL       | 49  | 5  | 9   | 14  | 44  | —  | —  | — | —  | —  |
| 1999–2000  | St. Thomas Stars      | GOHL       | 51  | 12 | 8   | 20  | 51  | 2  | 0  | 0 | 0  | 2  |
| 2000–2001  | Plymouth Whalers      | OHL        | 65  | 2  | 12  | 14  | 40  | 10 | 0  | 0 | 0  | 7  |
| 2001–2002  | Plymouth Whalers      | OHL        | 65  | 17 | 36  | 53  | 105 | 6  | 0  | 2 | 2  | 13 |
| 2002–2003  | Kitchener Rangers     | OHL        | 55  | 23 | 33  | 56  | 116 | 21 | 15 | 4 | 19 | 34 |
| 2003–2004  | Florida Panthers      | NHL        | 2   | 0  | 0   | 0   | 5   | —  | —  | — | —  | —  |
|            | San Antonio Rampage   | AHL        | 76  | 13 | 16  | 29  | 73  | —  | —  | — | —  | —  |
| 2004–2005  | San Antonio Rampage   | AHL        | 70  | 12 | 16  | 28  | 113 | —  | —  | — | —  | —  |
| 2005–2006  | Florida Panthers      | NHL        | 64  | 3  | 6   | 9   | 40  | —  | —  | — | —  | —  |
|            | Rochester Americans   | AHL        | 11  | 3  | 3   | 6   | 30  | —  | —  | — | —  | —  |
| 2006–2007  | Florida Panthers      | NHL        | 79  | 6  | 3   | 9   | 66  | —  | —  | — | —  | —  |
| 2007–2008  | Florida Panthers      | NHL        | 81  | 5  | 13  | 18  | 72  | —  | —  | — | —  | —  |
| 2008–2009  | Florida Panthers      | NHL        | 77  | 13 | 19  | 32  | 76  | —  | —  | — | —  | —  |
| 2009–2010  | Florida Panthers      | NHL        | 60  | 2  | 15  | 17  | 53  | —  | —  | — | —  | —  |
| 2010–2011  | Boston Bruins         | NHL        | 80  | 13 | 16  | 29  | 93  | 25 | 1  | 3 | 4  | 4  |
| 2011–2012  | Boston Bruins         | NHL        | 78  | 8  | 8   | 16  | 80  | 7  | 0  | 2 | 2  | 0  |
| 2012–2013  | Boston Bruins         | NHL        | 48  | 4  | 9   | 13  | 41  | 15 | 3  | 4 | 7  | 11 |
| 2013–2014  | Boston Bruins         | NHL        | 82  | 8  | 13  | 21  | 47  | 12 | 0  | 0 | 0  | 4  |
| 2014–2015  | Boston Bruins         | NHL        | 70  | 6  | 6   | 12  | 45  | —  | —  | — | —  | —  |
| 2015–2016  | Columbus Blue Jackets | NHL        | 82  | 3  | 8   | 11  | 78  | —  | —  | — | —  | —  |
| NHL totalt | NHL totalt            | NHL totalt | 803 | 71 | 116 | 187 | 696 | 59 | 4  | 9 | 13 | 19 |
| AHL totalt | AHL totalt            | AHL totalt | 157 | 28 | 35  | 63  | 216 | —  | —  | — | —  | —  |
| OHL totalt | OHL totalt            | OHL totalt | 185 | 42 | 81  | 123 | 261 | 37 | 15 | 6 | 21 | 54 |